# محمد سعيد الجمل
الشيخ محمد سعيد الجمل الرفاعي ويُكنى بأبي محمود (وُلِد في 8 سبتمبر 1935 في طولكرم بفلسطين – تُوفي في 11 نوفمبر 2015 في سان فرانسيسكو بالولايات المتحدة الأمريكية)، عالم مسلم فلسطيني، وإمام وخطيب المسجد الأقصى السابق، والمدرس الرئيسي في المسجد الأقصى حتى وفاته، ومقرئ القرآن بالمسجد، وهو أحد الشخصيات المركزية بالمسجد الأقصى، وكان رئيس المجلس الإسلامي الصوفي الأعلى في القدس والديار الفلسطينية، ونائب مفتي فلسطين، ومفتي القدس، وهو أحد أبرز أعلام الصوفية في القرنين العشرين والواحد والعشرين، ويعد من المرجعيات الصوفية المعاصرة في العالم، والمرشد الروحي للشاذلية. يصل نسبه إلى النبي محمد ﷺ، ويجيد اللغتين العربية والإنجليزية، وله عدد كبير من المؤلفات.

## نشأته وحياته
هو الشيخ محمد سعيد محمود حسين الجمل الرفاعي، يصل نسبه إلى النبي محمد ﷺ من جهة علي بن أبي طالب بن فاطمة الزهراء. وُلِد في حي الفقهاء في البلدة القديمة في مدينة طولكرم بالضفة الغربية بتاريخ 8 سبتمبر 1935، درس وحفظ القرآن في الحي. وحي الفقهاء هو أحد الأحياء الدينية التاريخية في فلسطين والذي يضم نخبة علماء الدين، وقد أخرج الحي عدة شيوخ كان منهم الشيخ مرعي الكرمي والشيخ أحمد بن يحيى الكرمي والشيخ يوسف بن يحيى الكرمي والشيخ مصطفى بن يوسف الكرمي والشيخ علي بن منصور الكرمي والشيخ العالم سعيد الكرمي وغيرهم العديد، وفي الحي يوجد زاوية إسلامية صوفية مُقدسة.
في بداية حياته، عمل الشيخ الجمل قاضيًا شرعيًا في مجموعة من مدن فلسطين والأردن، ثم مفتشًا إداريًا للمحاكم الشرعية في الضفة الغربية، ومسؤولًا عن القضاء في القدس ورئيسًا لديوان القضاة، ثم انتقل إلى المسجد الأقصى، وأصبح خطيبًا ومدرسًا للمسجد الأقصى، ونائبًا لمفتي فلسطين، وتولى رئاسة المجلس الإسلامي الصوفي الأعلى في القدس والديار الفلسطينية لسنوات طويلة. وبعد إقامة السلطة الوطنية الفلسطينية عام 1994، أعيد تأسيس وتشكيل المجلس بدعم من الرئيس الفلسطيني ياسر عرفات، وجرى تكليف الشيخ الجمل برئاسة المجلس مع اثني عشر آخرين من الأعضاء.
برز الشيخ الجمل بشكل ملحوظ دوليًا، وأقام عددًا من الزوايا والمراكز الإسلامية في عدة دول والتي يدرس فيها العشرات، كما ساهم في نشر الدين الإسلامي والمذهب الصوفي في الولايات المتحدة الأمريكية. وتستمد الطريقة الشاذلية الصوفية تعاليمها من الشيخ الجمل، وتنشر مجموعة من المراكز الإسلامية في عدة دول تعاليم الشيخ الجمل للطريقة الشاذلية، منها مركز صوفي شاذلي في كاليفورنيا.

## الجمل وإسرائيل
نظرًا لكون الشيخ الجمل الشخصية المركزية في المسجد الأقصى، فقد وقعت الكثير من الأحداث بينه وبين الحكومة الإسرائيلية. في 9 يناير 1986، طالب السياسي الإسرائيلي ورئيس بلدية القدس تيدي كوليك بمحاكمة شيخ وخطيب الأقصى الجمل بتهمة التحريض على مجموعة إسرائيلية من أعضاء الكنيست خلال تواجدها في باحة المسجد الأقصى، حيث قال كوليك «إن الشيخ الجمل ساهم في إثارة مشاعر المسلمين من خلال النداءات التي وجهها إليهم عبر مكبرات الصوت للحضور إلى المسجد الأقصى والدفاع عنه». وفي عام 1987، قامت قوات الشرطة الإسرائيلية في مدينة القدس باستدعاءه للتحقيق عقب إصداره فتوى تدعو لعدم بيع أراضي وأملاك فلسطينية لغير المسلمين.
خلال مذبحة الأقصى الأولى عام 1990 والتي قتل فيها 21 فلسطينيًا وأصيب العشرات، اتهمت الحكومة الإسرائيلية بشكل رسمي خطيب المسجد الأقصى الشيخ الجمل بتحريض المسلمين يوم المذبحة في باحات المسجد الأقصى ضد اليهود، حيث قالت إسرائيل إن خطيب المسجد الجمل عمد على التحريض على اليهود عبر قوله «إن اليهود سيصعدون إلى المسجد الأقصى لوضع حجر الأساس للهيكل»، وقد اعتقلت إسرائيل يومها كل من الشيخ الجمل وفيصل الحسيني. في 2 أبريل 2001، هدمت القوات الإسرائيلية مبنى تعليمي ومدرسة قيد الإنشاء في بلدة العيزرية بجوار مدينة القدس تعود ملكيتها للشيخ الجمل.

## مشاركاته
شارك الشيخ الجمل في مجموعة من المؤتمرات الإسلامية المحلية والدولية حول العالم، منها «مؤتمر التراث العربي للمسيحيين والمسلمين في الأرض المقدسة» الذي ألقى فيه كلمته الافتتاحية بتاريخ 2 أغسطس 1990. و«المؤتمر العالمي للسلام» في ولاية سان فرانسيسكو بالولايات المتحدة الأمريكية بتاريخ 2 يوليو 1999، وألقى فيه كلمة أكد فيها «حق الشعب الفلسطيني في إقامة دولته المستقلة في وعاصمتها القدس».

## تسجيلاته
للشيخ محمد سعيد الجمل الرفاعي عدد كبير من التسجيلات المرئية والصوتية.

## مؤلفاته
ألف الشيخ محمد سعيد الجمل الرفاعي عدد كبير من الكتب باللغتين العربية والإنجليزية، وترجمت بعض منها إلى لغات أخرى، ومن مؤلفاته:
| اسم الكتاب                                                                           | لغة الكتاب       | سنة النشر | رقم ISBN                  |
| ------------------------------------------------------------------------------------ | ---------------- | --------- | ------------------------- |
| كتاب "Music of the Soul"                                                             | اللغة الإنجليزية | 1994      | 9780415954815، 1892595001 |
| كتاب "Fruits from the Tree of Life"                                                  | اللغة الإنجليزية | 1995      |                           |
| كتاب "Stories of the Prophets"                                                       | اللغة الإنجليزية | 1996      | 9781892595027، 1892595028 |
| كتاب "The Deeper Meaning Behind the Pillars of Islam"                                | اللغة الإنجليزية | 1996      | 9781892595034، 1892595036 |
| كتاب "Al-Wird Ash-Shadhdhuliyyah"                                                    | اللغة الإنجليزية | 1996      | 9781892595058، 1892595052 |
| كتاب "غذاء الروح في شرح الصلاة المشيشية الوظيفة الشاذلية"                            | اللغة العربية    | 1997      |                           |
| كتاب "طريق الأشواق لنيل الأذواق"                                                     | اللغة العربية    | 1997      |                           |
| كتاب "Prayer Book of the Shadhdhuliyyah"                                             | اللغة الإنجليزية | 1998      |                           |
| كتاب "The Children of the Truth"                                                     | اللغة الإنجليزية | 1998      | 9781892595065، 1892595060 |
| كتاب "The Taste of the Love"                                                         | اللغة الإنجليزية | 1998      | 9781892595041، 1892595044 |
| كتاب "Conversations in the Zawiyah"                                                  | اللغة الإنجليزية | 1999      | 9781892595089، 1892595087 |
| كتاب "The Children Around the Table of Allah"                                        | اللغة الإنجليزية | 2000      | 9781892595119، 1892595117 |
| كتاب "The Meadow of Poetic Truths: Diwan"                                            | اللغة الإنجليزية | 2001      | 9781892595133، 1892595133 |
| كتاب "The Meaning of the Names of Our Lord"                                          | اللغة الإنجليزية | 2001      | 9781892595157، 189259515X |
| كتاب "The Path to Allah, Most High"                                                  | اللغة الإنجليزية | 2002      | 9781892595164، 1892595168 |
| كتاب "Spiritual Medicine and Natural Remedies"                                       | اللغة الإنجليزية | 2003      | 9781892595171، 1892595176 |
| كتاب "How the Arrival Is Realized, O People of Hearts, Souls, and Intellects"        | اللغة الإنجليزية | 2004      | 9781892595201، 1892595206 |
| كتاب "Tafsir of Juz Amma"                                                            | اللغة الإنجليزية | 2004      | 9781892595188، 1892595184 |
| كتاب "(Tafsir of Juz (29) and (28"                                                   | اللغة الإنجليزية | 2005      |                           |
| كتاب "The Ocean of the Mercy"                                                        | اللغة الإنجليزية | 2005      | 9781892595225، 1892595222 |
| كتاب "The Secret of the Love of God"                                                 | اللغة الإنجليزية | 2006      | 9781892595263، 1892595265 |
| كتاب "The Medicine of the Prophet"                                                   | اللغة الإنجليزية | 2006      | 9781892595256، 1892595257 |
| كتاب "The Religion of Unity: The Message of Peace, Love, Mercy, Justice and Freedom" | اللغة الإنجليزية | 2006      | 9780976215011، 0976215012 |
| كتاب "He Who Knows Himself Knows His Lord"                                           | اللغة الإنجليزية | 2007      |                           |
| كتاب "Heal Yourself: There is Medicine for Every Illness"                            | اللغة الإنجليزية | 2007      |                           |
| كتاب "El Significado de los Nombres de Nuestro Señor"                                | اللغة الإسبانية  | 2007      | 9789872301316، 987230131X |
| كتاب "The Reality of Imagination"                                                    | اللغة الإنجليزية | 2008      |                           |
| كتاب "Natural Healing: Prevention is the Best Medicine"                              | اللغة الإنجليزية | 2008      |                           |
| كتاب "Secret of the Spirit"                                                          | اللغة الإنجليزية | 2008      | 9780976215035، 0976215039 |
| كتاب "The Reality of Gnosis"                                                         | اللغة الإنجليزية | 2009      | 9781892595294، 189259529X |
| كتاب "Prophetic Medicine Book Six"                                                   | اللغة الإنجليزية | 2009      |                           |
| كتاب "The Ship of the Family of the Prophet"                                         | اللغة الإنجليزية | 2009      | 9781892595317، 1892595311 |
| كتاب "Migration of the Truthful Traveller"                                           | اللغة الإنجليزية | 2010      | 9781892595331، 1892595338 |
| كتاب "Spiritual Discourses in the Blessed Al-Aqsa Mosque"                            | اللغة الإنجليزية | 2010      |                           |
| كتاب "Secrets of the Heart"                                                          | اللغة الإنجليزية | 2010      | 9781892595348، 1892595346 |
| كتاب "Song of the Flute of the Deep Knowing"                                         | اللغة الإنجليزية | 2011      |                           |
| كتاب "Qudsi Lessons"                                                                 | اللغة الإنجليزية | 2011      |                           |
| كتاب "Songs from the Garden of Love"                                                 | اللغة الإنجليزية | 2011      |                           |
| كتاب "For Every Disease Allah Sent Down a Cure"                                      | اللغة الإنجليزية | 2011      | 9780976215066، 0976215063 |
| كتاب "How to Travel in the Deep Way to Understand the Truth"                         | اللغة الإنجليزية | 2011      | 9780976215059، 0976215055 |
| كتاب "How to Know the Deep Secret Walking to Allah"                                  | اللغة الإنجليزية | 2012      | 9780976215073، 0976215071 |
| كتاب "The Resolute Prophets"                                                         | اللغة الإنجليزية | 2012      | 1892595397                |
| كتاب "The Natural Healing of Medicinal Plants"                                       | اللغة الإنجليزية | 2012      |                           |
| كتاب "The Degree of the Women in the Religion of Islam"                              | اللغة الإنجليزية | 2013      |                           |
| كتاب "The Healing Book for Every Disease Through Natural Herbs"                      | اللغة الإنجليزية | 2013      | 098986300X ،9780989863001 |
| كتاب "Wisdom for the Devoted"                                                        | اللغة الإنجليزية | 2014      |                           |
| كتاب "Muhammad Sa'id Al Jamal"                                                       | اللغة الإنجليزية | 2014      |                           |
| كتاب "Tafsir"                                                                        | اللغة الإنجليزية | 2015      |                           |
| كتاب "The Gift of Healing"                                                           | اللغة الإنجليزية | 2015      |                           |
| كتاب "الروضه السنيه من النفحات اللدنيه"                                              | اللغة العربية    |           |                           |

ومن الكتب التي جمعت له وطبعت بعد وفاته:
| اسم الكتاب                                                                                         | لغة الكتاب       | سنة النشر |
| -------------------------------------------------------------------------------------------------- | ---------------- | --------- |
| كتاب "Al-Wadhifatu-S-Salaatu-l-Mashishiyyah"                                                       | اللغة الإنجليزية | 2016      |
| كتاب "Walking the Path of Sufism with Shaykh Muhammad Sa’id al-Jamal ar-Rifa’i ash-Shadhdhuliyyah" | اللغة الإنجليزية | 2018      |
| كتاب "The Spirit’s Path to Joy"                                                                    | اللغة الإنجليزية | 2019      |
| كتاب "The Path of Yearning to Taste the Love"                                                      | اللغة الإنجليزية | 2021      |

## وفاته
توفي الشيخ محمد سعيد الجمل الرفاعي يوم الأربعاء الموافق 11 نوفمبر 2015 في مدينة سان فرانسيسكو في ولاية كاليفورنيا بالولايات المتحدة الأمريكية خلال زيارته هناك، ونقل جثمانه إلى فلسطين حيث صُلي عليه في المسجد الأقصى بعد صلاة الجمعة، ثم دفن في مقبرة سلمان الفارسي في جبل الزيتون بمدينة القدس. كانت قد نعته عدة جهات فلسطينية ودينية عقب وفاته.

## روابط خارجية
- على يوتيوب: سلسلة ببعض دروس صلاة الجمعة في المسجد الأقصى للشيخ محمد سعيد الجمل الرفاعي، قناة موقع المسجد الأقصى.
- على يوتيوب: سلسلة ببعض فيديوهات إمام وخطيب المسجد الأقصى الشيخ محمد سعيد الجمل الرفاعي.
- صورة: إمام وخطيب المسجد الأقصى الشيخ محمد سعيد الجمل الرفاعي خلال استقباله البابا في المسجد الأقصى.
- صورة: الشيخ محمد سعيد الجمل الرفاعي مع البابا في المسجد الأقصى.
- محمد سعيد الجمل على موقع المكتبة المفتوحة (الإنجليزية)